# Рейвен Рокетт
Рейвен Рокетт (англ. Raven Rockette; нар. 20 червня 1994, Лос-Анджелес, Каліфорнія) — американська порноакторка і борчиня жіночої екстремальної боротьби, лауреатка премії AVN Awards.

## Біографія
Народилася в Лос-Анджелесі в родині латиноамериканців. Виросла в Лас-Вегасі (Невада). В порноіндустрію потрапила в 2012, у 18 років. Знімалася для таких студій, як Filly Films, Hustler, Sweetheart Video, Elegant Angel, FTV Girls, Digital Desire, ATK Hairy, Vivid, Girlfriends Films, Kink, Kick Ass і Naughty America.
Здебільшого знімалася у фільмах на лесбійську тематику, наприклад Angels and Devils, A Girls Tale, A Mother Daughter Thing 3, Hard and Fast o Tribbing To Ecstasy 2 та інші.
Знялася в понад 90 фільмах.

## Нагороди та номінації
| Рік  | Церемонія  | Результат | Номінація                                  | Робота                  |
| ---- | ---------- | --------- | ------------------------------------------ | ----------------------- |
| 2013 | Sex Awards | Номінація | Найгарячіший дебют зірки                   | Н/Д                     |
| 2014 | AVN Awards | Номінація | Найкраща нова старлетка                    | Н/Д                     |
| 2014 | AVN Awards | Перемога  | Найкраща групова лесбійська сцена          | Meow! 3                 |
| 2014 | AVN Awards | Номінація | Лесбійська виконавиця року                 | Н/Д                     |
| 2014 | AVN Awards | Номінація | Найкраща акторка                           | Gia: Lesbian Supermodel |
| 2015 | AVN Awards | Номінація | Лесбійська виконавиця року                 | Н/Д                     |
| 2015 | AVN Awards | Номінація | Премія фанатів: найкращі груди             | Н/Д                     |
| 2015 | AVN Awards | Номінація | Найкраща сцена лесбійського сексу          | Lexi Belle Loves Girls  |
| 2015 | XBIZ Award | Номінація | Найкраща сцена сексу в лесбійському фільмі | Lexi Belle Loves Girls  |
| 2015 | XBIZ Award | Номінація | Лесбійська виконавиця року                 | Н/Д                     |
| 2016 | AVN Awards | Номінація | Лесбійська виконавиця року                 | Н/Д                     |
| 2016 | AVN Awards | Номінація | Премія фанатів: найкращі груди             | Н/Д                     |
| 2017 | AVN Awards | Номінація | Найкраща групова лесбійська сцена          | Lezzz Be Roommates      |